# Всеукраїнське політичне об'єднання «Жінки за майбутнє»
Всеукраїнське політичне об'єднання «Жінки за майбутнє» — українська політична партія. Очолює партію Валентина Довженко.

## Історія партії
Утворене на Установчому з'їзді 4 березня 2001 року як Жіноча Демократична партія України.
Зареєстроване Міністерством юстиції України 30 березня 2001 року, свідоцтво № 1606.
Всеукраїнське політичне об'єднання «Жінки за майбутнє» у 2004 році входило до об'єднання на підтримку Віктора Януковича «Разом заради майбутнього».
У парламентських виборах 2006 року партія брала участь у складі блоку «Не так», який не зміг потрапити до Верховної ради, не подолавши 3-х-відсоткового бар'єру.
Партія має 27 територіальних організацій.